# Svédország uralkodóinak listája
Az alábbi táblázat Svédország uralkodóinak sorát tartalmazza. Az ország királyai, királynői, régensei és alkirályai a kalmari unió időszakában is fel vannak sorolva.
A történészek leggyakrabban az Yngling-ház uralkodóival nyitják a svéd uralkodók sorát. Az Yngling-ház kapcsán valójában a legelső uralkodók esetében nem igazolt kétséget kizáróan, hogy ők az Yngling családhoz tartoznának, azért gyakori az Uppsala-ház vagy a Munsö-ház elnevezés is ezekre az uralkodókra.

## Korai uralkodók

### Mitológiai uralkodók (I. e. 1. század–695)
Az alábbi uralkodók léte és uralkodása nem tisztázott. Forrásokat csak a mondavilágból meríthetünk róluk, a történészek körében sok a vitatéma velük kapcsolatban.
A családfájukat lásd: 

| Uralkodó         | Uralkodott    | Névváltozat(ok)                               | Megjegyzés                           |
| ---------------- | ------------- | --------------------------------------------- | ------------------------------------ |
| GYLFI            |               | Gylfe, Gylvi, Gylve                           |                                      |
| ODIN             |               | Óðinn, Wotan, Wōden                           | Germán főisten                       |
| I. YNGVY         | Kr. e. I. sz. | Yngvin, Ingwine, Inguin, Ing                  | Odin fia.                            |
| NJORD            | Kr. e. I. sz. | Gazdag~, Njörðr, Niordr                       | Valószínűleg I. Yngvi fia..          |
| FREYR            |               | Frey                                          | Njord fia.                           |
| YNGVI-FREYR      |               | -                                             | Freyr fia, de lehet, hogy Njorddé.   |
| FJÖLNIR          | 0 körül       | Fjölner, Fjolner, Fjolne                      | Yngvi-Frey fia.                      |
| SVEIGDER         | Kr. u. I. sz. | Sveigðir, Sveigthir, Svegdi, Swegde           | Fjölnir fia.                         |
| VANLANDI         |               | Vanlande, Vanlade                             | Sveigder fia.                        |
| VISBURR          |               | Visbur                                        | Vanlandi fia.                        |
| DOMALDE          |               | Dómaldi, Dómaldr                              | Visburr fia.                         |
| DOMARR           |               | Domar                                         | Domalde fia.                         |
| DYGGVI           |               | Dyggve                                        | Domarr fia.                          |
| DAG              | II./III. sz.  | Dagr Spaka                                    | Dyggvi fia.                          |
| AGNE             |               | Agni Skjálfarbondi, Hogne                     | Dag fia.                             |
| ALREKR           | egy időben    | Alrek, Alrik                                  | Agne fiai.                           |
| I. ERIK          | egy időben    | Eiríkr                                        | Agne fiai.                           |
| II. YNGVI        | ?–300         | Yngve, Yngui                                  | Alrekr fiai.                         |
| ALF              | ?–300         | -                                             | Alrekr fiai.                         |
| HUGLEIK          | 300–302       | Ochilaik, Hygelach                            | Alf fia.                             |
| HAKE             | 302           | Haki, Haco                                    |                                      |
| JÖRUNDR          | 302–313       | Jorund                                        | II. Yngvi fia.                       |
| ANE              | 313–?         | Öreg~, ~Gamli, Aun, Auchun, On, Edwin, Audhun | Jörundr fia.                         |
| HALFDAN          | ?             | Healfdene, Haldan                             |                                      |
| ANE (másodszor)  | ?             |                                               |                                      |
| ALE              | ?             | Erős~, Áli                                    | III. Fridleif (†348) dán király fia. |
| ANE (harmadszor) | ?–448         |                                               |                                      |
| EGIL             | 448–456       | Ongenþio, Angantyr, Eigil                     | Ane fia.                             |
| OTTAR            | 456–460       | Varjú~, Ohthere, Ottar Vendelkråka, Ohþere    | Egil fia.                            |
| EADGILS          | 460–505       | Aðils, Athisl, Adillus                        | Ottar fia.                           |
| I. EYSTEIN       | 505–531       | Östen                                         | Eadgils fia.                         |
| SÖLVE            | 531           | -                                             |                                      |
| YNGVAARR         | 531–545       | ~Harra, Yngvar, Ingvar                        | I. Eystein fia.                      |
| I. ANUND         | 545–565       | Kenyeres~, Braut-Önundr                       | Yngvaarr fia.                        |
| INGJALD          | 565–623       | Irgalmatlan~, ~Illrade, Ingjaldr hinn illráði | I. Anund fia.                        |
| OLAF             | 623–650       | Favágó~, ~Tratalja, Olav                      | Ingjald fia.                         |
| IVAR             | 650–695       | ~Vidfamne, Ívarr inn víðfaðmi                 |                                      |

### Mondabeli uralkodók (695–975)
Az alábbi uralkodók már létezhettek, de személyük nehezen rekonstruálható

| Uralkodó           | Uralkodott | Névváltozat(ok)                                     | Megjegyzés                                        |
| ------------------ | ---------- | --------------------------------------------------- | ------------------------------------------------- |
| Harald (* 655)     | 695–735    | ~Hildetand, Haraldr Hilditönn                       | Ivar leányági unokája. Dán király is.             |
| Sigurd (* 710)     | 735–756    | ~Ring, Sigurðr hringr                               | Ivar dédunokája, I. Anund unokája. Dán király is. |
| Ragnar             | 756–794    | ~Lodbrok, Ragnarr Loðbrók                           | I. Sigurd unokája. Dánia királya is.              |
| II. Eystein        | 794        | Östen Illråda, ~inn illráði, ~Beli, ~a beteg király | Ragnar fia.                                       |
| I. Björn (* 777)   | 794–805    | ~Ragnarsson Járnsíða (Järnsida), Vasderekú~         | Ragnar fia.                                       |
| II. Erik (* 795)   | 805–829    | ~Björnsson                                          | I. Björn fia.                                     |
| Refil (* 796)      | 805–829    | ~Björnsson                                          | I. Björn fia.                                     |
| III. Erik (* 814)  | 829–850    | ~Refilsson                                          | Refil fia.                                        |
| II. Björn          | 829–840    | ~Eriksson på Håga                                   | II. Erik fia.                                     |
| II. Anund (* 832)  | 850–872    | ~Eriksson                                           | II. Erik fia.                                     |
| I. Olaf            | 840–855    | ~Björnsson                                          | II. Björn fia.                                    |
| IV. Erik (* 849)   | 855–882    | ~Anundsson                                          | II. Anund fia.                                    |
| Hring              | 855–880    | -                                                   | Talán IV. Erik testvére(?).                       |
| V. Erik            | 880–910    | ~Hringsson                                          | Hring fia.                                        |
| I. Emund           | 882–935    | ~Eriksson                                           | IV. Erik fia.                                     |
| III. Björn (* 867) | 910–950    | ~Eriksson, Öreg~                                    | IV. Erik fia.                                     |
| II. Emund          | 950–970    | ~Emundsson                                          | I. Emund fia.                                     |
| II. Olaf           | 970–975    | ~Björnsson                                          | III. Björn fia.                                   |

## AzYngling-háztörténelmi uralkodói (970–1061)
| N    | Portré | Uralkodó                                       | Uralkodott                  | Megjegyzések |
| ---- | ------ | ---------------------------------------------- | --------------------------- | --- |
| [1.] |        | VI. Győztes Erik * 932 előtt † 994             | 970 k. – 994 (kb. 25 évig)  | II. Olaf testvére. A svea nép királya, 992/93 körül dán király is. Valószínűleg ő volt az első király, akinek hatalma az egész középkori Svédországra kiterjedt. Más vélekedések szerint azonban ez először csak fiának sikerült. Neve svédül: Erik VI Segersäll. |
| [2.] |        | III. Kincses Olaf * 980 körül † 1021/1022 tele | 994–1021/1022 (27–28 évig)  | VI. Erik fia. Szintén felvette a kereszténységet, és megalapította az első svéd püspökséget. Svéd nemzeti pénzt veretett, a svéd történelemben először. 1022-ben letették a trónról. Neve svédül: Olof III Skötkonung.                                            |
| [3.] |        | III. Anund Jakab * 1008. július 25. † 1050     | 1021/1022–1050 (31–32 évig) | III. Olaf fia. Sikertelen háborúkat vezetett Dánia és Anglia ellen. |
| [4.] | –      | III. Öreg Emund * 1007 † 1061                  | 1050–1061 (8 évig)          | III. Olaf törvényen kívüli fia. Halálával kihalt az Yngling-dinasztia. |

## AStenkil-házuralkodói (1061–1130)
| N     | Portré | Uralkodó                                | Uralkodott          | Megjegyzések |
| ----- | ------ | --------------------------------------- | ------------------- | --- |
| [5.]  | –      | Stenkil * 1028 körül † 1066             | 1061–1066 (5 évig)  | III. Edmund veje. |
| [6.]  | –      | VII. Erik † 1067                        | 1066–1067 (1 évig)  | Stenkil fia. Véres trónharcot vívott VIII. Erikkel. Véres trónharcot vívott VIII. Erikkel. Neve svédül: Erik VII Stenkilsson. |
| [7.]  | –      | VIII. Pogány Erik † 1067                | 1066–1067 (1 évig)  | Neve svédül: Erik VIII Hedningen. |
| [8.]  | –      | Halsten † 1084?                         | 1067–1070 (3 évig)  | Stenkil fia, aki feltehetőleg egy ideig fivérével, I. Ingével uralkodott. Neve svédül: Halsten Stenkilsson. |
| [9.]  | –      | IV. Orosz Anund                         | 1070–1075 (5 évig)  | Anund a Kijevi Rusz területéről származott. Egyes elképzelések szerint személye azonos I. Inge személyével. A pogányság elutasítása miatt letették a trónról. |
| [10.] | –      | I. Rőt Haakon * 1040 körül † 1079       | 1070–1079 (4 évig)  | Feltehetőleg Stenkil fogadott gyermeke. Az első svéd uralkodó, akit egy korabeli dokumentumban királyként említenek. |
| [11.] | –      | I. Idősebb Inge † 1112                  | 1079–1084 (5 évig)  | Stenkil fia, hívő keresztény. A pogányság elutasítása miatt a trónról letették, hatalomfosztása azonban nem bizonyos, hogy az egész ország területére kiterjedt. |
| [12.] | –      | Áldozó Svend * 1050 körül † 1087        | 1084–1087 (3 évig)  | I. Haakon fia, vagy sógora. I. Inge ölte meg. Svéd neve: Blot-Sven |
| [13.] | –      | (IX.) Erik, a jó arató † 1088           | 1087–1088 (1 évig)  | Svend fia, az utolsó pogány király, akiről azonban nem maradt korabeli feljegyzés. Meggyilkolták. Neve svédül: Erik Årsäll. |
| [11.] | –      | I. Idősebb Inge (másodszor)             | 1087–1112 (25 évig) | 1087-ben Inge, akit Västergötland tartományban még mindig királyként ismerték el, megtámadta, és lerombolta a pogány Uppsalát. Svend király fiának, Eriknek halála után magához ragadta a hatalmat, mellyel a kereszténység végleg utat tört Svédországban. 1101-ben Inge hosszútávú békét kötött Norvégiával és Dániával. |
| [14.] | –      | Fülöp † 1118                            | 1112–1118 (6 évig)  | Halsten fia. Egy ideig fivérével, II. Ingével együtt uralkodott. Neve svédül: Filip Halstensson. |
| [15.] | –      | II. Ifjabb Inge † 1125                  | 1112–1125 (13 évig) | Halsten fia. Uralkodásáról nagyon kevés adat áll rendelkezésre. |
| [16.] | –      | Kurtafejű Ragnvald † 1126               | 1125–1126 (1 évig)  | Feltehetőleg I. Inge fia. A sveák elismerték királyuknak, azonban Västergötlandba való megérkeztével a vidék lakosai megölték és helyére Erős Magnust választották királynak. Neve svédül: Ragnvald Ingesson Knaphövde. |
| [17.] | –      | I. Erős Magnus * 1107 † 1134. június 4. | 1125–1130 (5 évig)  | Dánia hercege és I. Inge unokája. Feltehetőleg I. Sverker űzte el Svédországban. Neve svédül: Magnus I Nilsson den Stärke. |

## ASverker-és azErik-házuralkodóinak trónharca (1130–1250)
| N     | Portré | Uralkodó                                                                        | Uralkodott          | Megjegyzések |
| ----- | ------ | ------------------------------------------------------------------------------- | ------------------- | --- |
| [18.] |        | I. Botlábú Sverker, vagy Idősebb Sverker † 1156. december 25.                   | 1130–1156 (26 évig) | A Sverker-ház alapítója. VIII. Erik dédunokája. Uralkodásáról és eredetéről kevés ismeretünk van. Politikája hozzájárult Svédország stabilitásához és erejének növekedéséhez. Neve svédül: Sverker I den äldre vagy Sverker I Klumpfot. |
| [19.] |        | IX. Szent Erik * 1120 körül † 1160. május 18.                                   | 1156–1160 (4 évig)  | Az Erik-ház alapítója. Svend leányági unokája. 1150 után Uppland királya, 1156-tól egész Svédországé. Letörte a pogány ellenállást, és keresztes hadjáratot vezetett Finnország ellen. Neve svédül: Erik IX Jedvardsson den Helige. |
| [20.] | –      | II. Magnus * 1130 körül † 1161                                                  | 1160–1161 (1 évig)  | Stenkil-házi uralkodó. I. Inge ükunokája. VII. Károly ölte meg. Neve svédül: Magnus II Henriksson. |
| [21.] |        | VII. Károly * 1130 körül † 1167. április 12.                                    | 1161–1167 (6 évig)  | Sverker-házi uralkodó. Sverker fia. 1155-től Götaland, majd Magnus Henrikssonnal vívott csatája után egész Svédország ura. Elesett a későbbi I. Knut-tal vívott csatában Wisingsö mellett 1167-ben. Neve svédül: Karl VII Sverkersson. (IX. Károly király, egy XVI. századi mű alapján, elfogadta Svédország fiktív történetét, így lett - visszamenőleg - I. Károly királyból VII. Károly, II. Károly királyból VIII. Károly, ő maga pedig - III. Károly helyett - IX. Károly; annak ellenére, hogy - valójában - VII. Károly előtt nem uralkodott Károly nevű svéd király.) |
| [22.] | –      | Kol † 1173 ?                                                                    | 1167–1173 (6 évig)  | Sverker-házi uralkodó, I. Sverker unokaöccse. Fivérével, Boleszlávval együtt uralkodott. Mindketten igényt tartottak a trónra Knut Erikssonnal versengve. Neve svédül: Kol Jonsson. |
| [23.] | –      | Boleszláv † 1173 ?                                                              | 1167–1173 (6 évig)  | Sverker-házi uralkodó. I. Sverker unokaöccse. Fivérével, Kollal együtt uralkodott. Mindketten igényt tartottak a trónra Knut Erikssonnal versengve. |
| [24.] |        | I. Knut * 1145 körül † 1196. április 8.                                         | 1167–1196 (29 évig) | Erik-házi uralkodó. IX. Erik fia. A Sverker fia közötti trónharcok után hatalmát csak 1173-ra tudta biztosítani. Nevéhez fűződik Stockholm egyes városrészeinek felépítése, többek között egy kastély építtetése, mely az észtek elleni védelmet szolgálta. Ő építtette a kalmari kastélyt is. Neve svédül: Knut I Eriksson. |
| [25.] | –      | II. Ifjabb Sverker * 1164 † 1210. július 17.                                    | 1196–1208 (12 évig) | Sverker-házi uralkodó. VII. Károly fia. Azért választották királynak, mert Knut gyermekei még kiskorúak voltak. 1203 után Knut gyermekeivel szemben trónharcokat vívott, végül 1108-ban elvesztette a koronát X. Erik javára. 1210-ben ölték meg, amikor megpróbálta visszaszerezni a koronát. Neve svédül: Sverker II Karlsson den Yngre. |
| [26.] |        | X. Erik * 1180 † 1216. április 10.                                              | 1208–1216 (8 évig)  | Erik-házi uralkodó, I. Knut fia. Norvég támogatással sikerült II. Sverkert letaszítania a trónról. Erik volt az első svéd király, aki megkoronáztatta magát. Neve svédül: Erik X Knutsson. |
| [27.] | –      | I. Gyermek János * 1201 † 1222. március 10.                                     | 1216–1222 (6 évig)  | Sverker-házi uralkodó. II. Sverker fia. X. Erik halála után választották királlyá. Sikertelen kereszteshadjáratot vezetett Észtországban. Neve svédül: Johan I Sverkersson den Unge. |
| [28.] |        | XI. Selypítő Erik, vagy Sánta Erik * 1216 (április 10. után) † 1250. február 2. | 1222–1229 (7 évig)  | Erik-házi uralkodó. X. Erik fia, akit hatévesen királlyá választottak. Gyermekkora alatt Svédországot a birodalmi gyűlés kormányozta. 1229-ben II. Knut letette a svéd trónról. Neve svédül: Erik Eriksson. |
| [29.] |        | II. Magas Knut † 1234                                                           | 1229–1234 (5 évig)  | Erik-házi uralkodó. IX. Erik dédunokája. Knut tagja volt annak a gyűlésnek, mely Svédországot XI. Erik alatt kormányozta. 1229-ben ragadta magához a királyi címet. Neve svédül: Knut II den Länge. |
| [28.] |        | XI. Selypítő Erik (másodszor)                                                   | 1234–1250 (16 évig) | II. Knut halála után Erik visszatért a svéd trónra |

## AFolkung-házuralkodói (1250–1389)
| N                                                  | Portré | Uralkodó                                                  | Uralkodott          | Megjegyzések |
| -------------------------------------------------- | ------ | --------------------------------------------------------- | ------------------- | --- |
| –                                                  |        | Birger jarl * 1210 körül † 1266. október 12.              | (1248–1266)         | XI. Erik sógora. Nem volt király. Az ő idejére fűződik Stockholm városának megalapítása, valamint számos kereszteshadjárat a finn területekre. Támogatta a balti-tengeri kereskedelmet. |
| [30.]                                              |        | Valdemár * 1243 † 1302. december 26.                      | 1250–1275 (25 évig) | Birger Jarl fia. 7 évesen választották királlyá, a hatalom azonban 1266-ig apja kezében maradt. Uralmát hatalmi harcok jellemezték fivéreivel, Magnusszal és Erikkel. 1275-ben leköszönt a trónról. Neve svédül: Valdemar Birgersson. |
| [31.]                                              |        | III. Hombárzáró Magnus * 1245 körül † 1290. december 18.  | 1275–1290 (15 évig) | Birger Jarl fia. 1275-ben ragadta magához a hatalmat fivérétől, Valdemartól, de hatalmát csak 1280-ra tudta stabilizálni. Ezután számos reformot vezetett be. Erősítette a lovasságot. Neve svédül: Magnus Lådulas. |
| [32.]                                              |        | Birger * 1280 † 1321. május 31.                           | 1290–1318 (28 évig) | III. Magnus gyermeke. 1302-ig kiskorúsága miatt gyámság alatt kormányzott. Uralmát hatalmi harcok jellemezték fivéreivel, mely harcok egy időre polgárháborúba torkollottak. 1318-ban Dániába menekült. Neve svédül: Birger Magnusson. |
| 1318–1319: Mats Kettilmundsson birodalmi kormányzó |        |                                                           |                     | |
| [33.]                                              |        | IV. Magnus * 1316 áprilisa † 1374. december 1.            | 1319–1364 (45 évig) | Erik Magnusson norvég herceg fia és V. Haakon norvég király unokája. Háromévesen koronázták Svédország és Norvégia királyává. 1364-ben egy nemesi felkelés letaszította a trónról. Neve svédül: Magnus Eriksson. |
| –                                                  |        | XII. Erik * 1337 † 1359. június 21.                       | (1356–1359)         | IV. Magnus fia. Kormányzó édesapja oldalán. 1357-ben érte el, hogy IV. Magnus mellett egyenrangú koronás főként ismerjék el, ám még édesapja előtt elhalt. Neve svédül: Erik Magnusson. |
| –                                                  |        | II. Haakon * 1340 augusztusa † 1380. május 1.             | (1362–1364)         | IV. Magnus fia. Kormányzó édesapja oldalán, majd 1355-től Norvégia királya. |
| [34.]                                              |        | Albert * 1338 körül † 1412. március 31.                   | 1364–1389 (25 évig) | IV. Magnus unokaöccse. 1364-ben a birodalmi tanács királlyá választotta. Uralkodásának első nyolc évét Magnus híveinek üldözésével, ill. az ellenük folyó harccal töltötte. A harcok eredményeként azonban uralkodói jogköreinek egy részét át kellett ruháznia a birodalmi tanácsra. A hatalom visszaszerzésének kísérlete 1388-ban I. Margit dán királynő intervencióját hozta. 1389-ben Albert királyt a dán seregek legyőzték és fogságba vetették. Megkezdődött a kalmari unió korszaka. A Mecklenburgi-ház tagja. |
| –                                                  |        | IV. Olaf Haakonson * 1370 decembere † 1387. augusztus 23. | (1385–1387)         | Margit és II. Haakon fia. Albert ellenkirályaként lépett fel. |

## AKalmari unióvegyesházi uralkodói (1389–1523)
| N | Portré | Uralkodó                                                    | Uralkodott          | Megjegyzések |
| --- | ------ | ----------------------------------------------------------- | ------------------- | --- |
| [35.] |        | Margit * 1353 márciusa † 1412. október 28.                  | 1389–1412 (23 évig) | II. Haakon felesége. 1375 után Dánia, 1380 után Norvégia régense. 1388-ban a svéd birodalmi gyűlés királynővé választotta. Hatalmát azonban csak Albert királyon aratott győzelme után tudta stabilizálni. Legnagyobb politikai érdeme a három skandináv birodalom egyesítése volt egy politikai egységbe. |
| [36.] |        | XIII. Pomerániai Erik * 1381/1382 † 1459. május 3.          | 1396–1439 (43 évig) | Margit és Albert unokahúgának a fia. 1396-ban hivatalosan Dánia, Svédország és Norvégia királyává választották, azonban 1412-ig a hatalom valójában Margit kezében összepontosult. Erik nevéhez fűződik Malmö városának alapítása. Hatalmát gyengítette a Dánia számára kezdvezőtlen vordingborgi béke, valamint az Engelbrekt-felkelés. 1439-ben mindhárom ország trónjáról letették. |
| 1435–1436: Engelbrekt Engelbrektsson birodalmi alkirály (Engelbrekt vezette 1434 után a róla elnevezett felkelést. 1435-ben teljes Svédország a felügyelete alatt állt, melyre birodalmi fővé (alkirály) nevezték ki. 1436-ban megölték.) |        |                                                             |                     | |
| 1438–1440: Karl Knutsson Bonde birodalmi kormányzó |        |                                                             |                     | |
| [37.] |        | Wittelsbach Kristóf * 1416. február 16. † 1448. január 6.   | 1441–1448 (7 évig)  | XIII. Erik unokaöccse. 1440-től Dánia királya. Svédország és Norvégia ebben az időben átmenetileg felmondta a szövetséget, azonban 1441-ben, ill 1442-ben maguk is királyukká választották Kristófot. |
| 1448: Bengt Jönsson Oxenstierna és Nils Jönsson Oxenstierna birodalmi kormányzók |        |                                                             |                     | |
| [38.] |        | VIII. Károly * 1409. október 5. † 1470. május 15.           | 1448–1457 (9 évig)  | A korábbi Karl Knutsson Bonde birodalmi kormányzó. Kristóf halála után a svéd nemesség VIII. Károly néven királlyá választotta. Ezzel I. Keresztély dán király ellenkirályaként lépett fel. 1449-ben Károlyt Norvégia is királlyá választotta, azonban 1450-ben át kellett adnia az országot Keresztélynek. 1457-ben megkezdődött a Jöns Bengtsson Oxenstierna és Erik Axelsson Tott által vezetett felkelés. Károlyt letaszították a trónról és Danzig városába menekült számüzetésbe. Ez a periódus volt Károly első uralkodása királyként.                      |
| 1457: Jöns Bengtsson Oxenstierna és Erik Axelsson Tott birodalmi kormányzók |        |                                                             |                     | |
| [39.] |        | I. Keresztély * 1426 februárja † 1481. május 21.            | 1457–1464 (7 évig)  | Kristóf feleségének a második férje. 1448 után Dánia, 1450 után Norvégia királya. 1457-ben a VIII. Károlyt elűző felkelés lezáródásával Svédország királyává is választották, de egy 1464-es felkelés elűzte a trónról. |
| 1464: Kettil Karlsson Vasa birodalmi kormányzó |        |                                                             |                     | |
| [38.] |        | VIII. Károly (másodszor)                                    | 1464–1465 (1 évig)  | 1464-ben Károly másodszor is visszatért a királyi trónra, azonban fél év után Finnországba űzték. |
| 1465: Kettil Karlsson Vasa birodalmi kormányzó |        |                                                             |                     | |
| 1465–1466: Jöns Bengtsson Oxenstierna birodalmi kormányzó |        |                                                             |                     | |
| 1466–1467: Erik Axelsson Tott birodalmi kormányzó |        |                                                             |                     | |
| [38.] |        | VIII. Károly (harmadszor)                                   | 1467–1470 (3 évig)  | 1467-ben Károly harmadszor is visszatért a svéd trónra. Király maradt haláláig. |
| 1470–1497: I. Öreg Sten Sture birodalmi kormányzó |        |                                                             |                     | |
| [40.] |        | II. János * 1455. június 5. † 1513. február 20.             | 1497–1501 (4 évig)  | I. Keresztély fia. 1481 óta Dánia és Norvégia királya, 1497-ben Svédországba tört, és ott is királyként ismerték el, azonban egy súlyos katonai vereség után Dithmarschennél 1501-ben letették a trónról. |
| 1501–1503: I. Öreg Sten Sture birodalmi kormányzó |        |                                                             |                     | |
| 1504–1512: Svante Nilsson birodalmi kormányzó |        |                                                             |                     | |
| 1512: Erik Trolle birodalmi kormányzó |        |                                                             |                     | |
| 1512–1520: II. Ifjabb Sten Sture birodalmi kormányzó |        |                                                             |                     | |
| [41.] |        | II. Zsarnok Keresztély * 1481. július 1. † 1559. január 25. | 1520–1523 (3 évig)  | II. János fia. 1513 után II. Keresztély volt Dánia és Norvégia királya. Az 1518-as sikertelen inváziós kísérlet után 1520-ban sikeresek voltak törekvései a svéd korona megszerzésére. A stockholmi vérfürdő során 100 ellenzéki nemest végeztetett ki, mely kiváltotta a Vasa- felkelést. Elmenekült Hollandiába, majd 1531-ben megkísérelte visszaszerezni trónját, de I. Gusztáv 1532-ben elfogatta és a Sonderborg-i várba záratta, hol keményen őriztette. Csak azután enyhítetett a sorsán, hogy 1546-ban önként lemondott. 1549-től a Kalundborg-ban őrzik. |

## AVasa-házuralkodói (1523–1654)
| N     | Portré | Uralkodó                                                         | Uralkodott          | Megjegyzések |
| ----- | ------ | ---------------------------------------------------------------- | ------------------- | --- |
| [42.] |        | I. Gusztáv * 1496. május 12. † 1560. szeptember 29.              | 1523–1560 (37 évig) | I. Sten kormányzó unokaöccsének a fia. 1521 és 1523 között birodalmi kormányzó. Felkelést vezetett II. Keresztély ellen, és 1523-ra majdnem teljesen kiűzte a dánokat Svédország területéről. Gusztáv 1523-as megkoronázásával Svédország végleg kilépett a kalmari unióból. Uralkodása alatt az ország visszaszerezte a Hanza-szövetség-béli tekintélyét, és megindult a reformáció. A svéd egyház feje ezzel az uralkodó lett. 1560-ban fia javára lemondott a trónról, de még abban az évben meghalt. |
| [43.] |        | XIV. Erik * 1533. december 13. † 1577. február 26.               | 1560–1568 (8 évig)  | I. Gusztáv fia. Uralkodását bátyjával, Jánossal való hatalmi viták jellemezték. János a finn területek uraként sok hatalommal bírt. Kegyetlenkedései miatt János 1568-ban megfosztotta trónjától, és Gripsholm várába záratta, ahol 1577-ben megmérgeztette. |
| [44.] |        | III. János * 1537. december 21. † 1592. november 27.             | 1568–1592 (24 évig) | I. Gusztáv fia. Támogatta a katolikus egyházat, és folyamatosan háborúskodott, mely országa gyengülését hozta. |
| [45.] |        | Zsigmond * 1566. június 20. † 1632. április 30.                  | 1592–1599 (7 évig)  | III. János fia. 1587 után lengyel és litván király. Nagybátyja, Károly, aki a svéd birodalmi kormányt vezette 1598-ban megpróbálta magához ragadni a hatalmat. Zsigmond ennek a harcnak veszteseként került ki és 1599-ben letették a trónról. Trónigényéről soha nem mondott le. Fiai 1668-ig uralkodtak Lengyelországban. |
| [46.] |        | IX. Károly * 1550. október 4. † 1611. október 30.                | 1604–1611 (7 évig)  | I. Gusztáv fia. 1599 és 1604 között birodalmi kormányzó, 1604-től király. Számos háborút vezetett Lengyelország ellen, de jelentős győzelmet nem aratott. Dánia ellen 1611-ben folytatott háborúja során Svédország elvesztette Kalmar városát. |
| [47.] |        | II. Nagy Gusztáv Adolf * 1594. december 19. † 1632. november 16. | 1611–1632 (21 évig) | IX. Károly fia. Számos hadseregreformot vezetett be, melyek hozzájárultak Svédország nagyhatalommá tételéhez. Sikeres háborúkat vezetett Dánia, Oroszország és Lengyelország ellen, melyek során jelentős területeket nyert Svédország. 1630-ban beszállt a harmincéves háborúba a protestáns oldalon, melynek során a császári csapatokat sikerült visszaszorítania. 1632-ben, a lützeni csatában esett el.                                                                                             |
| [48.] |        | Krisztina * 1626. december 18. † 1689. április 19.               | 1632–1654 (22 évig) | II. Gusztáv Adolf leánya. Már 5 éves korában trónra került és 1644-ig kormányzott, Axel Oxenstierna kancellár felügyelete alatt. Krisztina királynő a svéd kultúra és tudományok nagy támogatója volt. 1654-ben saját elhatározásából lemondott a svéd trónról. |

## APfalz-Zweibrücken-Kleeburg-ház(Wittelsbachok) uralkodói (1654–1751)
| N     | Portré | Uralkodó                                                  | Uralkodott          | Megjegyzések |
| ----- | ------ | --------------------------------------------------------- | ------------------- | --- |
| [49.] |        | X. Károly Gusztáv * 1622. november 8. † 1660. február 13. | 1654–1660 (6 évig)  | IX. Károly leányági unokája. Sikeres háborút vezetett Dánia és Lengyelország ellen, és megerősítette a Lívföldi svéd területi igényeket. Uralkodása alatt érte el Svédország legnagyobb területi kiterjedését. |
| [50.] |        | XI. Károly * 1655. november 24. † 1697. április 5.        | 1660–1697 (37 évig) | X. Károly fia. Kiskorúsága alatt 1672-ig édesanyja, a Schleswig-Holstein-Gottorf-házból való Hedvig Eleonóra gyámsága, valamint az öt legmagasabb állami tisztségviselő felügyelete alatt uralkodott. A Franciaországgal kötött szövetség számos háborúba sodorta Svédországot, melyben a svéd balti flotta jelentős veszteségeket szenvedett. A háborúk azonban Svédország számára kedvezően záródtak.                                                 |
| [51.] |        | XII. Károly * 1682. június 17. † 1718. november 30.       | 1697–1718 (21 évig) | XI. Károly fia. Uralkodásához fűződik Svédország megtámadása a Dánia, Szászország és Oroszország részvételével megalakult szövetség által a nagy északi háború kezdetén. Kezdeti győzelmek és békekötések után azonban a svédellenes szövetség újraalakult, és az ország jelentős területi veszteségeket szenvedett el a Baltikumban, valamint a finn területeken Oroszország javára. Az uralkodó 1718-ban halt meg Halden/Frederikshald ostroma során. |
| [52.] |        | Ulrika Eleonóra * 1688. február 23. † 1741. november 24.  | 1718–1720 (2 évig)  | XI. Károly leánya, gyermektelen bátyjának utódja. 1720-ban leköszönt a trónról férje, Hessen-Kasseli Frigyes javára. |
| [53.] |        | I. Hesseni Frigyes * 1676. május 8. † 1751. április 5.    | 1720–1751 (31 évig) | Ulrika Eleonóra (Ulrike Eleonore) férje. Uralkodásához fűződik a nagy északi háború 1721-es lezárása, melynek során Svédország jelentős területeket vesztett el, ill. területekről kellett lemondania. 1741-ben Svédország újra háborúba keveredett Oroszországgal, melyet ismételten elvesztett. Nem Wittelsbach, hanem a Hessen-Kasseli-ház tagja. |

## AHolstein-Gottorp-házuralkodói (1751–1818)
| N     | Portré | Uralkodó                                            | Uralkodott          | Megjegyzések |
| ----- | ------ | --------------------------------------------------- | ------------------- | --- |
| [54.] |        | Adolf Frigyes * 1710. május 14. † 1771. február 12. | 1751–1771 (20 évig) | X. Károly unokaöccsének az unokája. Gyengekezű uralkodó volt, aki sok hatalmi jogkört vesztett el a birodalmi gyűlés javára. |
| [55.] |        | III. Gusztáv * 1746. január 24. † 1792. március 29. | 1771–1792 (21 évig) | Adolf Frigyes fia. 1772-ben katonai beavatkozással megtörte a birodalmi gyűlés hatalmát és új alkotmányt vezetett be. 1792-ben merénylettel ölték meg.                                                                                               |
| [56.] |        | IV. Gusztáv * 1778. november 1. † 1837. február 7.  | 1792–1809 (17 évig) | III. Gusztáv gyermeke. 1796-ig kiskorúsága miatt nagybátyja, Károly gyámsága alatt uralkodott. Franciaország és Oroszország ellen is hadat viselt, melynek eredményeként Svédország elvesztette finnországi területeit. 1809-ben letették a trónról. |
| [57.] |        | XIII. Károly * 1748. október 7. † 1818. február 5.  | 1809–1818 (9 évig)  | Adolf Frigyes gyermeke. 1809-ben letett unokaöccse trónjára ült, és franciabarát politikát folytatott. 1814-ben Norvégia királya lett, melyről a francia szövetséges Dániának Napóleon veresége után le kellett mondania.                            |

## ABernadotte-házuralkodói (1818–napjaink)
| N     | Portré | Uralkodó                                                      | Uralkodott              | Megjegyzések |
| ----- | ------ | ------------------------------------------------------------- | ----------------------- | --- |
| [58.] |        | XIV. Károly János * 1763. január 26. † 1844. március 8.       | 1818–1844 (26 évig)     | Franciaország marsallja, XIII. Károly örökbefogadott gyermeke. Svédország és Norvégia királya. 1810 után a trónörökösi cím (kronprins) viselője. Napóleon császár ellen fordult, miután az egyre agresszívebben lépett fel Svédország ellen. Uralkodásának tényleges idejét békesség és nyugalom jellemezte, és Svédország kulturális-tudományos virágkort élt át. |
| [59.] |        | I. Oszkár * 1799. július 4. † 1859. július 8.                 | 1844–1859 (15 évig)     | XIV. Károly János fia, Svédország és Norvégia királya. Számos liberális reformot vezetett be. Politikája orosz-ellenes volt. |
| [60.] |        | XV. Károly * 1826. május 3. † 1872. szeptember 18.            | 1859–1872 (13 évig)     | I. Oszkár fia. 1866-ban egy alkotmányos reformmal kétkamarás parlamentet vezettek be Svédországban. |
| [61.] |        | II. Oszkár * 1829. január 21. † 1907. december 8.             | 1872–1907 (35 évig)     | I. Oszkár fia, Svédország és Norvégia királya. Németbarát politikát folytatott. 1905-ben Norvégia bejelentette a perszonálunió felbomlását Svédországgal. |
| [62.] |        | V. Gusztáv * 1858. június 16. † 1950. október 29.             | 1907–1950 (43 évig)     | II. Oszkár fia. Az első világháború után Svédország alkotmányos monarchiává alakult. |
| [63.] |        | VI. Gusztáv Adolf * 1882. november 11. † 1973. szeptember 15. | 1950–1973 (23 évig)     | V. Gusztáv fia. Uralkodása ideje alatt vezették be azt a törvényt, mely Svédországot parlamentáris monarchiává alakította. |
| [64.] |        | XVI. Károly Gusztáv * 1946. április 30.                       | 1973–napjaink (52 évig) | VI. Gusztáv Adolf unokája. A leghosszabb ideje uralkodó svéd király. A svéd parlament új trónöröklési rendszert vezetett be, mely szerint az elsőszülött gyermeke, a leánya, Viktória követi majd a trónon. |

## Fordítás
- Ez a szócikk részben vagy egészben  a   Liste der schwedischen Könige című német Wikipédia-szócikk ezen változatának fordításán alapul.  Az eredeti cikk szerkesztőit annak laptörténete sorolja fel. Ez a jelzés csupán a megfogalmazás eredetét és a szerzői jogokat jelzi, nem szolgál a cikkben szereplő információk forrásmegjelöléseként.